# 聂鹤亭
聂鹤亭（1905年10月3日—1971年3月13日），安徽阜阳聂老村彭庄（今属阜南县）人，中华人民共和国军事将领，中国人民解放军中将。
聂鹤亭1926年加入国民革命军第四军叶挺独立团，同年加入中共。1927年参加南昌起义、广州起义。第一次国共内战时期，任中共东江特委教导营营长，红四军第十一师三十五团副团长，三十三团团长，师参谋长，红四军参谋长，红一军团第一师参谋长，军团作战科科长，红一方面军参谋长，参加长征。抗日战争时期，任军委参谋部部长，晋察冀军区第四军分区副司令员兼参谋长，晋察冀军区参谋长。第二次国共内战时期，任松江军区司令员，东北民主联军总部参谋长，哈尔滨卫戍司令员兼中共哈尔滨市委书记，辽北军区司令员，第四野战军副参谋长。中华人民共和国成立后，任中国人民解放军装甲兵副司令员，工程兵副司令员。

## 生平

### 早年经历
聂鹤亭毕业于皖江师范专科学校，曾参加学生运动。1926年春，聂鹤亭参加国民革命军，任第四军叶挺独立团排长，参加北伐战争。同年秋，加入中国共产党。10月，被派遣回安庆从事地下活动。11月组织武装暴动，响应北伐军。1927年春回叶挺独立团，参加北伐战争出征河南。

### 第一次国共内战期间
1927年8月，聂鹤亭参加南昌起义，任起义军第十一军二十五师七十三团排长、连长，后随起义军南下作战。起义受挫后辗转到上海，不久被派往广州。同年12月，参加广州起义，任总指挥部参谋。起义失败后，随部队转移到东江。1928年，担任中共东江特委教导营营长，后被派回安徽从事中共秘密工作。1929年秋，被中共中央派到江西，任红四军军部参谋。
1930年，任红四军第十二师三十五团副团长。1931年春，任第十一师三十三团团长，后调任第三十二团团长、十一师参谋长，红十二军三十五师参谋长。1932年，任红四军参谋长。1933年，调任红一军团司令部作战科科长，红五军团第十三师参谋长。参加了中央苏区第一至第五次反围剿战争。
1934年10月，聂鹤亭参加长征，任红一军团第一师参谋长，军团司令部作战科科长。到陕北后，任红一方面军司令部第一科科长。1936年5月，任西方野战军司令部参谋长兼第一科科长，参与组织西征战役。6月9日，聂率西方野战军出击三边，攻占定边、临地、曲子、环县等地，为实现红军三大主力会师创造了条件。此后，他又担任红一方面军参谋长，参加山城堡战役。1937年，入抗日军政大学学习，并兼任四大队大队长。

### 抗日战争期间
1937年7月，聂鹤亭任中共中央军委作战局局长。同年8月，任中央军委参谋部部长。1938年初调任八路军驻武汉办事处高级参谋，后入延安马列学院学习。同年冬到晋察冀抗日根据地，任八路军冀中军区第四军分区副司令员兼参谋长。1939年8月，任晋察冀军区参谋长，参与百团大战和晋察冀边区1941年秋季反扫荡作战。1942年春，到中共中央党校学习。1945年4月，出席中共七大。

### 第二次国共内战期间
1945年12月，聂鹤亭到东北，接替卢冬生任东北民主联军松江军区司令员。1946年4月，东北民主联军占领哈尔滨，聂鹤亭兼任哈尔滨卫戍司令部司令员和中共哈尔滨市委书记。同年6月，任东北民主联军总部参谋长。1947年8月，任辽吉军区司令员。1948年7月，改任辽北军区司令员。在辽沈战役中，参与指挥部队围困长春、攻克沈阳，后参加平津战役。1949年4月，聂鹤亭率部随第四野战军南下，任第四野战军兼华中军区副参谋长，参加渡江战役。

### 中华人民共和国成立后
1950年9月，任中国人民解放军装甲兵副司令员。但聂鹤亭在处理个人生活问题上屡有失当，又犯有不服从组织分配的错误。罗荣桓曾经亲自找他谈话，批评了他的严重错误。但在评定他的军衔时，罗荣桓还是主张授予他中将军衔。1956年1月25日，聂鹤亭被授予中将军衔，获一级八一勋章、一级独立自由勋章、一级解放勋章。
1958年，中共中央中央军委扩大会中，聂鹤亭对林彪当选为中共中央副主席表示不满。他说：“在井冈山时期，我和林彪在一个连队。那时，连队分大排、小排，我是大排排长，林是小排排长。连长不在时，我可以代替连长。林彪这个人心术不正，在东北时，他只管作战，整天在房子里，麻烦的事都推给别人。军队工作有罗政委和谭政、刘亚楼，地方工作有高、陈等。但功劳都记在他名下，缺点错误都是别人的。他老婆整天不工作，拨弄是非，和二毛子男女混在一起。当时在哈尔滨，我们有些高级干部找二毛子姑娘结婚，我也找了一个，却遭到林彪的不公正处理。我至今有意见！”1961年4月，任工程兵副司令员。1971年3月13日，在北京逝世。